# Leftwich (Schiff)
Die USS Leftwich (DD-984) war ein Zerstörer der Spruance-Klasse.

## Geschichte
Die Kiellegung der Leftwich fand am 12. November 1976 bei Ingalls Shipbuilding statt. Der Zerstörer wurde 1978 vom Stapel gelassen und 1979 bei der United States Navy in Dienst gestellt.
Am 29. November 1982 kollidierte die Leftwich während einer Übung nahe der United States Naval Base Subic Bay mit dem auftauchenden U-Boot USS Thomas A. Edison (SSBN-610). Beide Schiffe wurden beschädigt, während die Leftwich repariert wurde, wurde die Edison zwei Monate später unrepariert außer Dienst gestellt.
Ab 1985 war die Leftwich in Pearl Harbor stationiert, was für den Rest ihrer Dienstzeit ihr Heimathafen blieb.
Während des Iran-Irak-Krieges diente sie im persischen Golf, in der Operation Nimble Archer beschoss sie als Vergeltung für iranische Angriffe auf Tanker Ölplattformen im Golf. Später war sie an den Operationen Desert Shield und Desert Storm beteiligt, bei denen sie den Irak mit Marschflugkörpern angriff. Außerdem half die Leftwich später bei der Durchsetzung der Embargos gegen den Irak, indem sie an Durchsuchungen vom Frachtschiffen teilnahm. Insgesamt verlegte die Leftwich in ihrer Dienstzeit acht Mal. Im März 1998 wurde der Zerstörer außer Dienst gestellt und am 1. August 2003 im Pazifik (Koordinate 22° 48' 46" N, 160° 33' 59" W) als Zielschiff versenkt.